# Japanischer Sumōverband
Der Japanische Sumōverband (jap. 日本相撲協会, Nihon Sumō Kyōkai) ist die bestimmende Organisation des professionellen Sumō in Japan.

## Geschichte
Als Vorläufer kann die Kanjin-Sumō der Edo-Periode gelten: Die Kämpfe wurden damals veranstaltet, um Gelder für Reparatur oder Neubau von Brücken, Tempeln, Schreinen und anderer öffentlicher Gebäude zu sammeln. Tokugawa Ieyasu hatte das "wilde" Sumō auf den Straßen verboten und bestimmt, es dürfe nur noch zu karitativen Zwecken stattfinden. Natürlich wurden aber auch die Rikishi, also die Ringer, von den Einnahmen bezahlt. Hier lagen also bereits die ersten organisierten Wettkämpfe mit bezahlten Ringern vor. Geschriebene Ranglisten (Banzuke) wurden eingeführt, auf denen ab 1761 die Kanjin-Osumō als Organisation auftauchte: "Sumō" wurde zu "Osumō", dem "großen" bzw. professionellen Sumō.

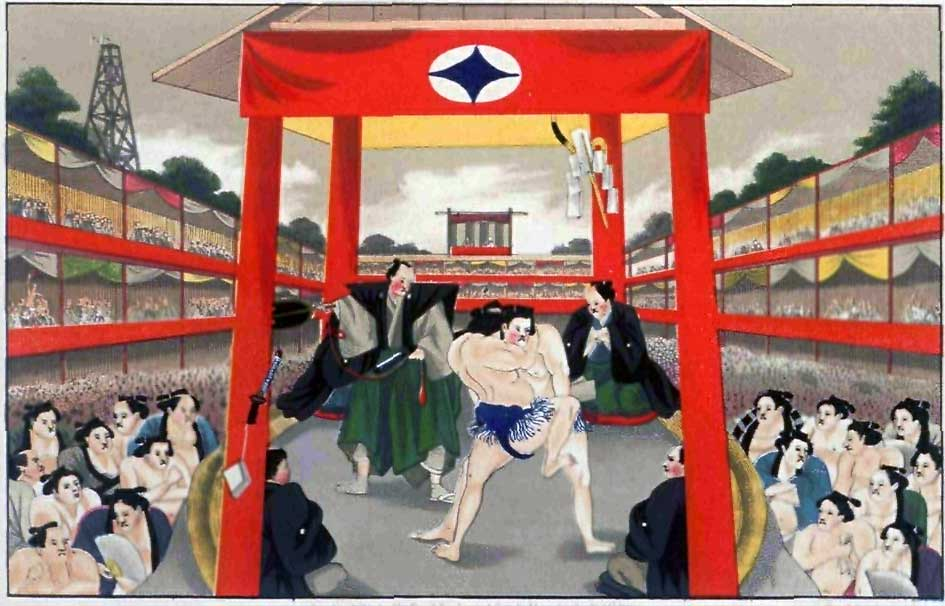
Ein Sumōkampf um 1860.

Die Meiji-Restauration schaffte im 19. Jahrhundert das Feudalsystem der Shōgun-Zeit ab. Dadurch fielen die Daimyō weg, die bisher die Finanzierung der Kämpfe garantiert hatten. Auch der Verband machte eine Veränderung durch, in der das heute bekannte System von Gehältern und Direktoren eingeführt wurde. 1884 sah sich der Meiji-Kaiser einen Kampf an, was dazu beitrug, Sumō zu einem nationalen Ereignis zu machen.
Im frühen 20. Jahrhundert wurde der Sport von zwei konkurrierenden Verbänden ausgerichtet, die ihren Sitz in den beiden historischen Zentren des Sumō hatten, in Tokio und in Osaka.
In den 1920ern bot der Tokioter Verband dem Verband in Ōsaka die Fusion an. 1927 verschmolzen die Verbände von Tokio (88 Toshiyori oder "Älteste") und Ōsaka (17 Toshiyori) zum Dai-Nihon Sumō Kyōkai, nachdem durch eine Serie von Kämpfen die neue Rangliste der Ringer festgelegt worden war – und in denen es teilweise zu dramatischen Rangänderungen kam: Ein Ōzeki des Ōsaka-Verbands fand sich gar in der Makushita-Division wieder. Die Yokozuna wurden beibehalten, wohl auch damit alle Seiten ihr Gesicht wahren konnten.
Der erste Vorsitzende der Direktoren war der Generalleutnant Hirose Masanori, der von 1928 bis zu seinem Tod 1938 den Verband führte. 1944 wurde ein Nachfolger gewählt, es wurde mit Fujishima Hidemitsu zum ersten Mal ein ehemaliger Ringer. Nach dem Krieg wurde der Verband weiter modernisiert. Heute ist der Nihon Sumō Kyōkai dem japanischen Erziehungsministerium untergeordnet.

## Organisation
Die Mitgliedschaft kann durch den Kauf oder das Erben von Anteilen erworben werden, von denen es 105 gibt. Der Wert dieser Anteile liegt extrem hoch, und sie können nur von ehemaligen Sumōringern gekauft werden, die entweder in ihrer Laufbahn einen San’yaku-Rang erreicht haben oder eine bedeutende Anzahl von Kämpfen in den obersten beiden Divisionen absolviert haben, d. h. langjährige Sekitori. Jedem Anteil ist ein bestimmter Name zugeordnet, den der Erwerber in der Sumōwelt mit dem Beiwort oyakata führt. Der Inhaber des Dewanoumi-Anteils ist so beispielsweise unter der Bezeichnung Dewanoumi-oyakata bekannt.
Eine Ausnahme wird für die besonders erfolgreichen ehemaligen Yokozuna gemacht, denen eine Mitgliedschaft unabhängig vom Anteilserwerb angeboten wird. 1971 wurde diese Regelung erstmals praktiziert, als Taihō Kōki in den Verband eintrat. Kitanoumi Toshimitsu und Takanohana Kōji wurden ebenfalls auf diese Weise Mitglied. Chiyonofuji Mitsugu hingegen lehnte ab und bevorzugte den üblichen Weg zur Mitgliedschaft, indem er einen regulären Anteil erwarb. Alle vier Ringer konnten am Ende ihrer Karrieren auf jeweils mehr als zwanzig Turniersiege zurückblicken.
Die Mitglieder des Verbands beziehen ein Gehalt. Von ihnen wird erwartet, dass sie bei den verschiedenen Aufgaben der Organisation mitarbeiten. Dies kann vom Vertrieb der Eintrittskarten bis zum Vorsitz einer ganzen Abteilung reichen. Auch die Shimpan (Außenrichter) sind Mitglieder des Verbandes. Diese müssen im Rang eines Komiteemitglieds stehen oder ehemalige Yokozuna oder Ōzeki sein.
Mitglieder des Verbands sind auch die einzigen, denen es erlaubt ist, neue Sumōkämpfer auszubilden. Die Ausbildung geschieht in "Ställen" (heya), die ebenfalls den Namen des jeweiligen Anteils tragen. Der Stall des Eigners des Dewanoumi-Anteils trägt den Namen Dewanoumi-beya . Etwa die Hälfte aller Mitglieder bilden selbst Sumōtori aus, die übrigen gehören als Assistenten fremden Ställen an. Die höchsten Mitglieder des Verbands übertragen oft die Verwaltung ihrer Ställe an andere Mitglieder, um sich auf die Aufgaben im Verband konzentrieren zu können. In diesem Fall tauschen sie auch ihre Namen, damit der Stall einen eventuell besonders prestigeträchtigen Namen behalten kann.
Die Mitglieder des Verbands sind in verschiedene Ränge eingeteilt. Einfache Mitglieder sind oyakata, während ehemaligen Ōzeki und Yokozuna bereits bei Eintritt ein Platz im Komitee eingeräumt wird, dessen Mitglieder im Übrigen von besonders erfahrenen Mitgliedern der Organisation gestellt werden. An der Spitze steht eine Gruppe gewählter riji oder Direktoren, die den Vorstand bilden. Das Gesicht des Sumō in der japanischen Öffentlichkeit ist der Vorsitzende der Direktoren, der rijicho. Er ist der gewissermaßen der Präsident des Verbandes. Aktuell nimmt Hokutoumi Nobuyoshi diesen Posten ein.
Alle Mitglieder müssen sich im Alter von 65 Jahren zur Ruhe setzen. Ihre Anteile können sie weitergeben, der neue Inhaber muss allerdings die Erwerbsbestimmungen des Verbands erfüllen.

## Kritik
Seit Jahrzehnten gab es immer wieder Anwürfe gegen den Verband. Zuletzt war es Itai Keisuke, ein im Streit geschiedener ehemaliger Rikishi, der dem Verband vorwarf, dass mit seinem Wissen der größte Teil aller Kämpfe durch unerlaubte Absprachen entschieden würde (Yaocho), bei denen gelegentlich auch Geld fließe. Tatsächlich konnten die Autoren des Buches Freakonomics: A Rogue Economist Explores the Hidden Side of Everything nachweisen, dass Ringer, die in ihrem letzten Turnierkampf noch einen Sieg zum Kachi-koshi benötigten, statistisch unerwartet oft gewannen, wenn ihr Gegner bereits Kachi-koshi erreicht hatte. Daraus schlossen sie, dass ein verstecktes System von Absprachen im japanischen Profisumō existieren müsse. Zusätzliche Brisanz erlangte das Thema seit dem Tod zweier ehemaliger Ringer, Kan Konosuke und Hashimoto Seiichiro, die nach ihrer Ankündigung von Enthüllungen beide unerwartet am 14. April 1996 einer plötzlichen Erkrankung zum Opfer fielen.
Bis heute verweigert der Verband weiblichen Spitzenpolitikern, den Turniersiegern eigenhändig Trophäen zu überreichen, da Frauen im Shintō wegen ihrer Menstruation als unrein gelten.